# Pnoepyga pusilla
A Pnoepyga pusilla a verébalakúak (Passeriformes) rendjébe, ezen belül a Pnoepygidae családba és a Pnoepyga nembe tartozó faj. 7-9 centiméter hosszú. Délkelet-Ázsia nedves erdőiben él. Apró rovarokkal, pókokkal, csigákkal és férgekkel táplálkozik. Márciustól szeptemberig költ.

## Alfajai
- P. p. pusilla (Hodgson, 1845) – észak-Indiától és Nepáltól Mianmarig, délkelet-Kínáig, észak-Vietnámig;
- P. p. annamensis (Robinson & Kloss, 1919) – délnyugat-Kambodzsa, dél-Vietnám;
- P. p. harterti (Robinson & Kloss, 1918) – dél-Thaiföld, Maláj-félsziget;
- P. p. lepida (Salvadori, 1879) – Szumátra;
- P. p. rufa (Sharpe, 1882) – Jáva;
- P. p. everetti (Rothschild, 1897) – Flores;
- P. p. timorensis (Mayr, 1944) – Nyugat-Timor.

## Fordítás
- Ez a szócikk részben vagy egészben  a   Pygmy wren-babbler című angol Wikipédia-szócikk fordításán alapul.  Az eredeti cikk szerkesztőit annak laptörténete sorolja fel. Ez a jelzés csupán a megfogalmazás eredetét és a szerzői jogokat jelzi, nem szolgál a cikkben szereplő információk forrásmegjelöléseként.